# Moritz Porges
Moritz Porges (22. března 1857 - 27. listopadu 1909, Praha) byl český, resp. rakousko-uherský šachista a lékař česko-židovského původu.

## Šachová kariéra

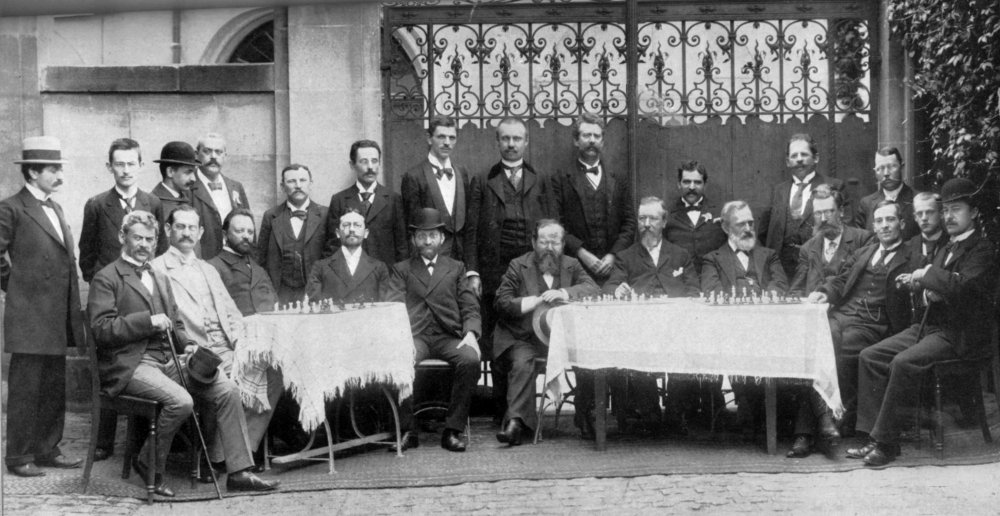
Turnaj v Norimberku, 1896 Stojící (zleva doprava): Em. Lasker, R. Charuzek, K. Schlechter, dva organizátoři, D. M. Janovský, G. Maróczy, G. Marco, J. W. Schowalter, tři organizátoři.
Sedící (zleva doprava): A. Albin, M. Porges, M. I. Čigorin, S. Tarrasch, Š. A. Winawer, W. Steinitz, J. H. Blackburn, E. Shallop, E. S. Šiffers, H. N. Pillsbury, C. A. Walbrodt, R. Teichman

Účastnil se několika velkých mezinárodních turnajů.
Na turnaji ve Vídni v roce 1882 se umístil na 4.–7. místě (vítěz turnaje Vincenc Hrubý).
Na turnaji v Drážďanech v roce 1892 pořádaném Německým šachovým kongresem skončil na děleném druhém místě (s Gyulou Makovetzem) za vítězným Siegbertem Tarraschem.
Na mezinárodním turnaji v Norimberku v roce 1896 získal pouze 5,5 bodů z 18 a umístil se na 16.-17. místě (vítěz turnaje Emanuel Lasker).
V roce 1902 na turnaji v Karlových Varech skončil na 3. místě za Viktorem Tietzem a Davidem Janowskim.
Moritz Porges zemřel 27. listopadu 1909 v Praze a byl pohřben na Novém židovském hřbitově v Praze na Olšanech.